# Wyszonki-Posele
Wyszonki-Posele – wieś w Polsce położona w województwie podlaskim, w powiecie wysokomazowieckim, w gminie Szepietowo.
Zaścianek szlachecki Posele należący do okolicy zaściankowej Wyszonki położony był w drugiej połowie XVII wieku w powiecie brańskim ziemi bielskiej województwa podlaskiego. W latach 1975–1998 miejscowość administracyjnie należała do województwa łomżyńskiego.
Wierni kościoła rzymskokatolickiego należą do parafii św. Anny w Dąbrówce Kościelnej.

## Historia wioski
Wieś zasiedlona prawdopodobnie w XV w. Na początku zamieszkiwana przez Wyszyńskich herbu Grabie, Pierzchała i innych.
W roku 1827 w Wyszonki-Posele liczyły 9 domów i 51 mieszkańców.
W 1921 r. miejscowość w gminie Piekuty. Naliczono tu 14 budynków z przeznaczeniem mieszkalnym oraz 77 mieszkańców (36 mężczyzn i 41 kobiet). Wszyscy podali narodowość polską.

## Obiektyzabytkowe
- zagroda:
  - dom drewniany z końca XIX w.
  - spichlerz drewniany z końca XIX w.
- dwa domy drewniane z 1. połowy XX w.
- zagroda:
  - spichlerz z 1937
  - piwnica z 1948
  - krzyż kamienny z 1949[12]